# Åsundens landsfiskalsdistrikt
Åsundens landsfiskalsdistrikt var 1918-1941 ett landsfiskalsdistrikt i Älvsborgs län, bildat när Sveriges indelning i landsfiskalsdistrikt trädde i kraft den 1 januari 1918, enligt beslut den 7 september 1917. Landsfiskalsdistriktet avskaffades den 1 oktober 1941 (genom kungörelsen 28 juni 1941) när Sverige fick en ny indelning av landsfiskalsdistrikt och dess område överfördes till Tranemo landsfiskalsdistrikt.
Landsfiskalsdistriktet låg under länsstyrelsen i Älvsborgs län.

## Ingående områden

### Från 1918
Kinds härad:
- Dalstorps landskommun
- Dannike landskommun
- Finnekumla landskommun
- Grönahögs landskommun
- Gällstads landskommun
- Hulareds landskommun
- Ljungsarps landskommun
- Länghems landskommun
- Marbäcks landskommun
- Månstads landskommun
- Nittorps landskommun
- Södra Säms landskommun
- Södra Åsarps landskommun
- Tvärreds landskommun
- Ölsremma landskommun